# 10922 Thomaslam
10922 Thomaslam è un asteroide della fascia principale. Scoperto nel 1998, presenta un'orbita caratterizzata da un semiasse maggiore pari a 2,2121513 au e da un'eccentricità di 0,1842188, inclinata di 1,19593° rispetto all'eclittica.